# Mörtgöl (Hjorteds socken, Småland, 638301-153267)
Mörtgöl är en sjö i Västerviks kommun i Småland och ingår i Marströmmens huvudavrinningsområde.